# Salim Hatum

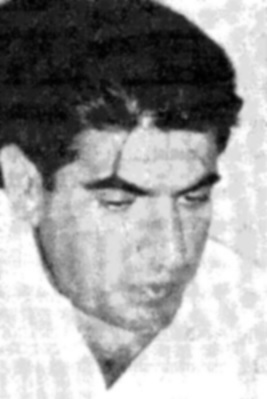

Salim Hatum (ur. 1928, zm. 26 czerwca 1967) – syryjski wojskowy, uczestnik zamachów stanu w Syrii w 1963 oraz w 1966.

## Życiorys
Pochodził ze średniozamożnej chłopskiej rodziny druzyjskiej. Ukończył studia w Akademii Wojskowej w Hims, po czym został oficerem w syryjskich siłach zbrojnych, w stopniu kapitana. Podczas nauki wstąpił do partii Baas. Brał bezpośredni udział w przewrocie zorganizowanym przez grupę oficerów z tejże partii w marcu 1963; dowodził oddziałami, które zajęły siedzibę radia państwowego w Damaszku. W uznaniu jego wkładu w powodzenie zamachu stanu został po nim dokooptowany do Komitetu Wojskowego partii Baas, organu, który de facto rządził Syrią po obaleniu poprzedniego rządu.
Hatum brał udział w przygotowaniach do drugiego zamachu stanu, w którym lewicowa frakcja partii Baas usunęła z elity władzy grupę bardziej umiarkowaną z prezydentem Syrii gen. Aminem al-Hafizem. Jeden z przywódców baasistowskiej lewicy, gen. Salah Dżadid, nakazał Hatumowi aresztowanie al-Hafiza. W szturmie na dom prezydenta zginęło 50 osób, a sam al-Hafiz i jego córka odnieśli ciężkie rany. Krwawy przebieg wydarzeń sprawił, że po sukcesie puczu jego przywódcy Dżadid i Hafiz al-Asad nie powierzyli Hatumowi żadnych stanowisk państwowych, partyjnych ani wojskowych, co było dla niego wielkim rozczarowaniem; Hatum zachował jedynie dotychczasowe miejsce w Komitecie Wojskowym i miał kierować garnizonem ochraniającym syryjskie radio. Rozczarowany Hatum nawiązał kontakty z oficerami niezadowolonymi z przejęcia władzy przez lewicowych radykałów i wspólnie z nimi zaplanował kolejny przewrót na 1 czerwca 1966, a następnie przeniósł jego termin na wrzesień tego samego roku. Do tego czasu część spiskowców została jednak zdemaskowana. Hatum pozostawał początkowo poza podejrzeniem, ostatecznie jednak również jego Salah Dżadid, de facto rządzący Syrią, uznał za osobę niebezpieczną. Władze syryjskie usunęły wówczas z armii kilkuset oficerów pochodzenia druzyjskiego.
Aby uspokoić nastroje wśród Druzów, Salah Dżadid oraz prezydent Nur ad-Din al-Atasi i Dżamil Szajja, jedyny Druz w Przywództwie Regionalnym partii Baas, 8 września osobiście udali się do największego druzyjskiego miasta - Suwajdy. Na miejscu, w czasie spotkania z delegacją władz lokalnych, zostali uwięzieni przez spiskowców Hatuma. Dżadidowi i towarzyszącym mu osobom uratował życie minister obrony Syrii Hafiz al-Asad, który skierował siły powietrzne przeciwko zbuntowanym Druzom. Autorzy nieudanego przewrotu zbiegli do Jordanii. Aby ostatecznie zakończyć spiski wojskowe, al-Asad i Dżadid usunęli następnie z wojska ok. 400 oficerów. Salim Hatum został zaocznie skazany na karę śmierci.
6 czerwca 1967, dzień po rozpoczęciu wojny Egiptu, Syrii, Jordanii i Iraku przeciwko Izraelowi, Hatum wrócił do Syrii i oznajmił, że ma zamiar wziąć udział w wojnie w siłach zbrojnych ojczystego kraju; miał nadzieję, że podczas działań wojennych nie zostanie aresztowany. Jednak w krótkim czasie po przekroczeniu syryjskiej granicy został aresztowany i postawiony przed sądem wojskowym, który potwierdził wydany w jego sprawie wyrok śmierci. Wykonano go przez rozstrzelanie 26 czerwca 1967.